# Писарівка (Новоукраїнський район)
Пи́сарівка — село в Україні, у Новомиргородській міській громаді Новоукраїнського району Кіровоградської області. Населення становить 74 осіб. Площа села — 75,59 га.

## Історія

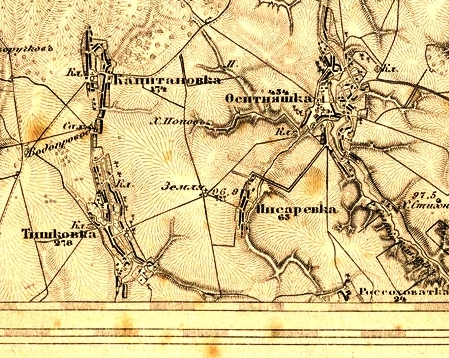
Писарівка на військово-топографічній карті 1869 року

У 1864 році землі Писарівки перебували у власності відставного майора Августа Залевського, а саме село належало до Оситнязької парафії. На той час тут проживало 309 осіб.

## Населення
Згідно з переписом УРСР 1989 року чисельність наявного населення села становила 118 осіб, з яких 48 чоловіків та 70 жінок.
За переписом населення України 2001 року в селі мешкали 74 особи.

### Мова
Розподіл населення за рідною мовою за даними перепису 2001 року:
| Мова       | Відсоток |
| ---------- | -------- |
| українська | 97,30 %  |
| молдовська | 1,35 %   |
| російська  | 1,35 %   |

## Вулиці
У Писарівці налічується дві вулиці та один провулок:
- Івана Богуна вул.
- Перемоги вул.
- Першотравневий пров.

Згідно з рішенням сесії Оситнязької сільської ради № 32 від 24 грудня 2015 року, вулицю Чапаєва в Писарівці було перейменовано на вулицю Івана Богуна.